# Scott Horowitz
Scott Jay „Doc“ Horowitz (* 24. března 1957 Filadelfie, Pensylvánie) je bývalý americký astronaut, plukovník amerického letectva a veterán vesmírných misí.
Studoval inženýrství na California State University a poté získal doktorát z leteckého inženýrství na Georgia Institute of Technology (1982) a pracoval jako vědec pro Lockheed Company. Později vstoupil do amerického letectva a létal na strojích T-38 a F-15. V prosinci 1990 úspěšně absolvoval United States Air Force Test Pilot School. V roce 1992 byl vybrán NASA jako kandidát na astronauta. Později pilotoval mise STS-75 (1996), STS-82 (1997) a STS-101 (2000). Velel misi STS-105 na Mezinárodní vesmírnou stanici (ISS), během které došlo k doplnění zásob a výměně posádky stanice.